# Bertil Berggren Askenström
Bertil Berggren Askenström. född 20 januari 1917 i Katarina församling, Stockholm, död 11 januari 2006 i Maria Magdalena församling, Stockholm, var en svensk skulptör, silversmed och konstnär. Många av hans arbeten tillkom under nära samarbete med Martin Westerberg, Jörgen Fåk, Åke Porne och Stig Haglund. 

## Barn- och ungdomstiden
Bertil Berggren Askenström var son till konstsmeden Daniel Berggren och dennes maka Gunhild, född Askenström. Han blev tidigt moderlös och fann tröst i att teckna och måla. Sin lediga tid tillbringade han i faderns smedja där han lärde sig grunderna i hantverk och smide. Vid 13 års ålder läste han en biografi om Benvenuto Cellini, som blev hans ledstjärna.

## Utbildningar
Den första konstutbildningen efter realskolan var Edward Berggrens målarskola. Vid 17 års ålder började han på Tekniska aftonskolan, där teckning, skulptur och måleri stod på programmet. Han prövade 1935 in på dagundervisningen på Tekniska skolan för att utbilda sig till skulptör. Lite senare återvände han dit för vidareutbildning och erhöll år 1938 Stora silvermedaljen i silversmide.

## Genombrottet och de första offentliga verken
I början av 1950-talet debuterade Berggren Askenström på Lilla Galleriet i Stockholm. Det blev hans genombrott. En som visade uppskattning var Martin Westerberg, som anlitade Berggren för flera projekt. Ett av de första var en altaruppsats till kyrkan i Bastuträsk. År 1960 tillkom genom Westerbergs initiativ Livsträdet, en brons- och kopparskulptur på Galärvarvskyrkogården i Stockholm. En annan viktig samarbetspartner var arkitekten Jörgen Fåk, som gjorde flera beställningar av kyrkokonst.

## 1960-talet
På 1960-talet hade Berggren Askenström många beställningar i brons, järn, koppar och aluminium. Några verk från den tiden är Ängeln på Stockholms stadshus och kopparfrisen De visa fåvitska jungfrurna i Söderledskyrkan och Dansvisa, ett konstsmide i järn i Vänersborgs lasarett 1964.

## Stora beställningar aluminium och silver på 1970-talet

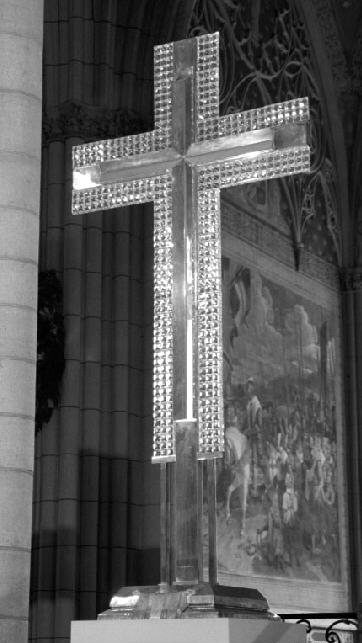
Korset i högkoret i Uppsala domkyrka

Berggren Askenström var i början av 1970-talet en relativt känd skulptör. Tre av hans största och mest spektakulära verk är från denna tid: Evangelium i aluminium,  Högkorskorset i Uppsala domkyrka och Koral i Huddinge. Gemensam nämnare är deras storlek, format och omfattning.
Evangelium i aluminium på fasaden i Bäve kyrka är integrerade reliefer med en omkrets på 160 meter. Det stora silverkorset i Uppsala, Högkorskorset, är 2,75 meter högt och därmed ett av de större i sitt slag. Verket beställdes i samband med renovering av domkyrkan under arkitekt Åke Pornes ledning. Bronsskulpturen Koral, i minneslunden vid Huddinge kyrka, är även med sina 1,70 meter ett stort verk.

## Pionjärmonument och kyrkokonst
År 1960 hade Berggren Askenström flyttat till Gamla Enskede. År 1981 avtäcktes den tre meter höga bronsskulpturen Samverkan, en hyllning till egnahemspionjärerna på 20-talet. Några år senare, 1986, tillkom Varde ljus, en serie fristående aluminiumreliefer som smyckar altarväggen i Hässelby Strands kyrka. Inspirerad och fascinerad av aluminiets möjligheter skapade han kort därefter en fristående reliefserie vid namn Aluvisioner - upplevelser från mitt inre kosmos. Dessa motiv på blanka aluminiumplåtar höll honom sysselsatt tills sjukdom i början på 2000-talet satte stopp. Han är gravsatt i minneslunden på Katarina kyrkogård i Stockholm.

## Offentliga verk
- Dopfunt, Edsbergs kyrka, Närke, 1955

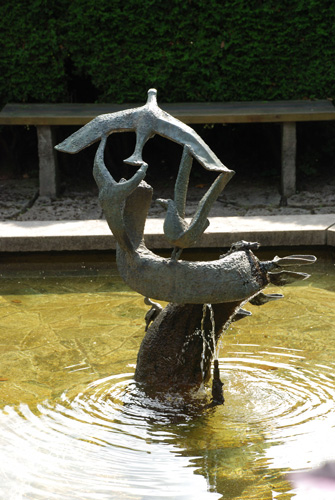
Livsträdet, 1960
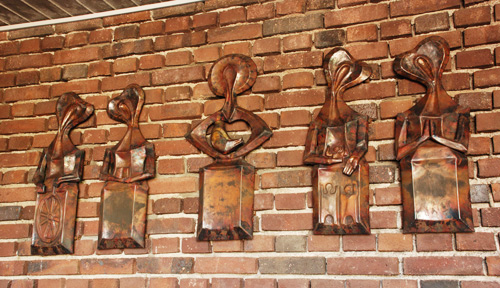
”De visa och fåvitska jungfrurna”, 1966
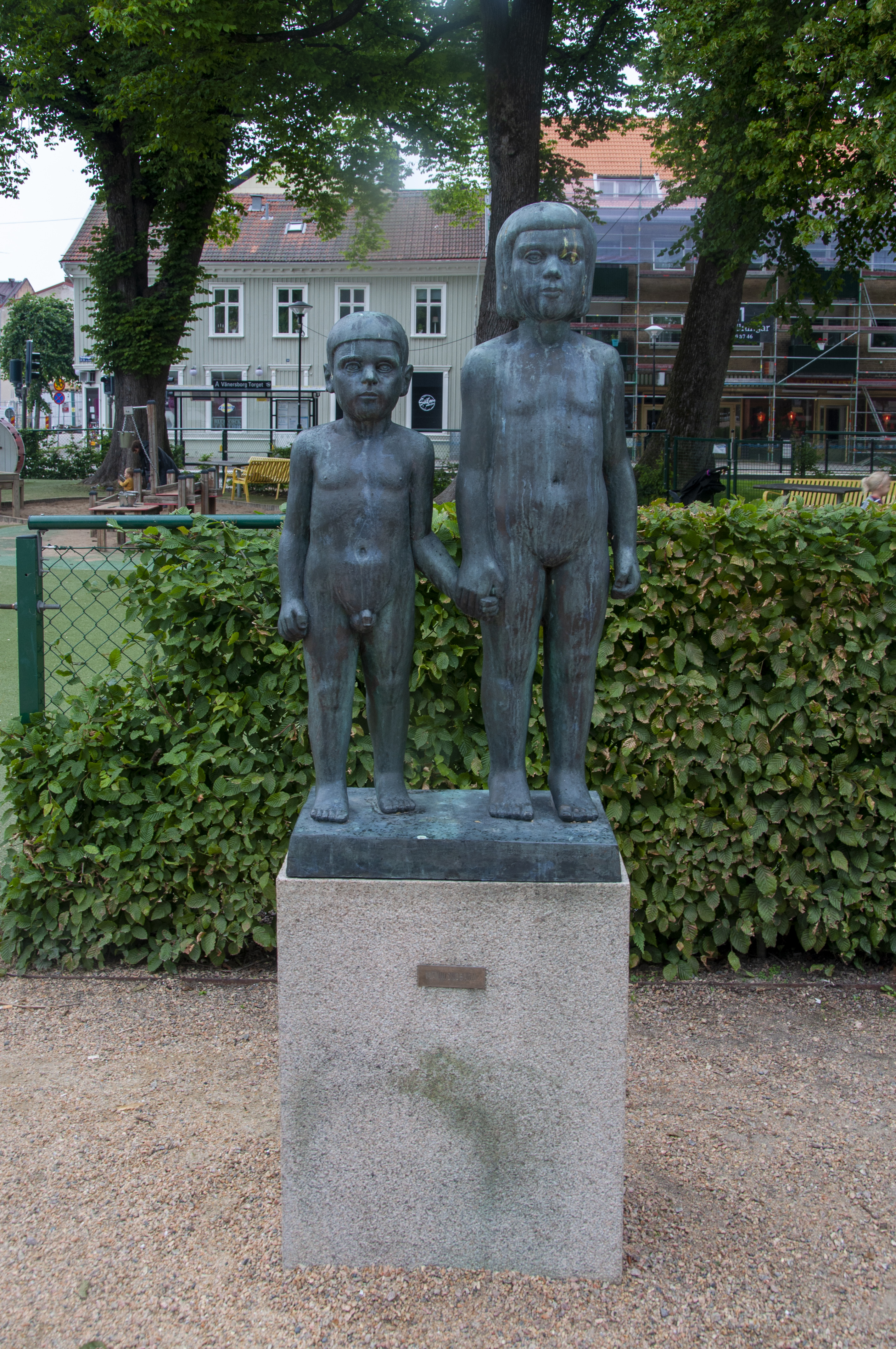
Människobarn, bronsskulptur, Vänersborg 1971
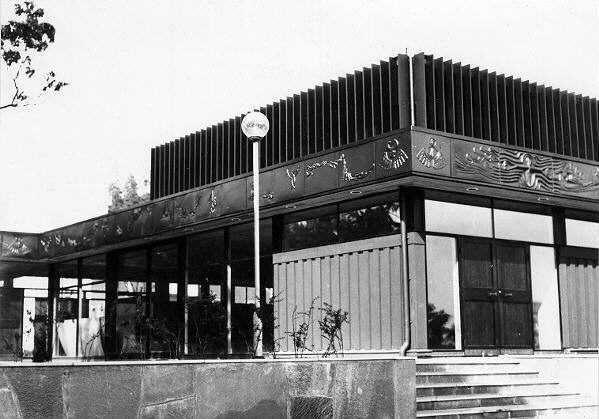
Evangelium i aluminium, Bäve kyrka, 1972
- Korset i högkoret i  Uppsala domkyrka, 1973
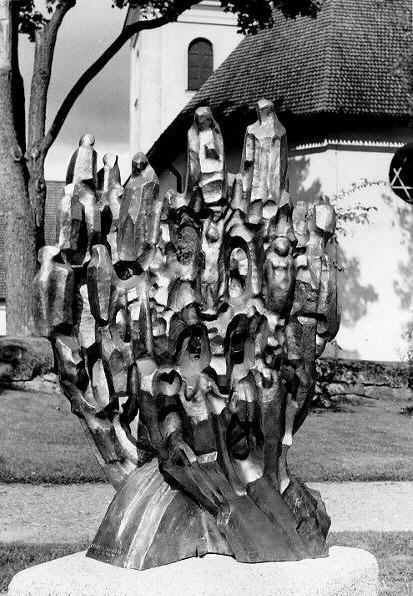
Koral, bronskulptur i minneslunden vid Huddinge kyrka, 1975
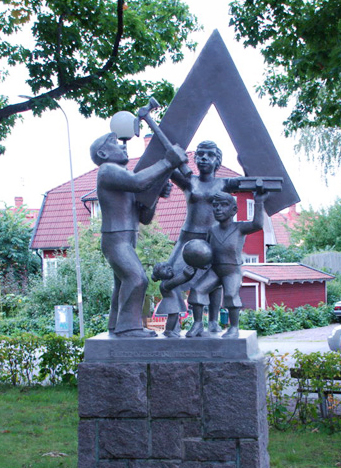
Samverkan, bronsskulptur, Enskede 1981
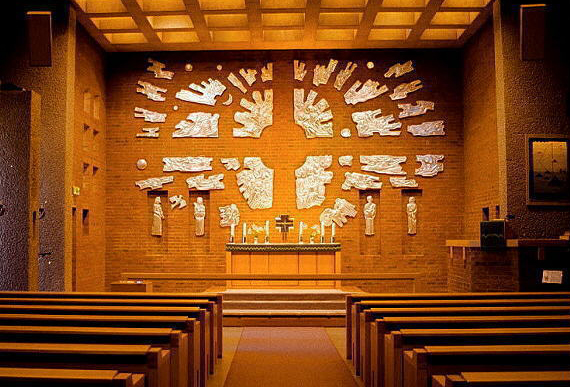
Varde ljus, korväggsutsmyckning i aluminium (50 m2), Hässelby Strands kyrka, 1986
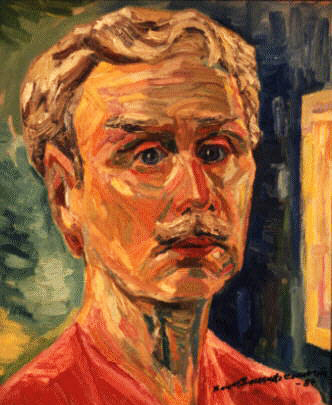
”Jag”, 1987
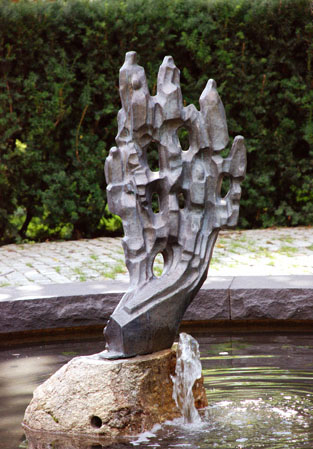
Hymn i Guds hand, Katarina kyrkogård, 1993

- Berggren Askenström finns representerad vid bland annat Nationalmuseum i Stockholm.[3]

## Utmärkelser
- 1938: Stora silvermedaljen i silversmide, Konstfack
- 1986: Targa d'Oro Premo Italia av Accademia d'Italia